# Petko Slaveykov
Pour les articles homonymes, voir Slaveykov.
Petko Rachov Slaveykov (en bulgare : Петко Рачов Славейков), né le 17 novembre 1827 à Tarnovo (Bulgarie) et mort le 1er juillet 1895 à Sofia (Bulgarie), est un poète, journaliste,  folkloriste et politicien bulgare.

## Biographie
Il fut parmi les dirigeants du Parti libéral après la Libération (1878), député dans plusieurs parlements, président de l'Assemblée nationale (1880) et ministre (1880 – 1881, 1884 – 1885).

## Récompenses et distinctions
En Bulgarie il y a trois musées liés à la mémoire de Petko Slaveykov : à Sofia, Tryavna et Veliko Tarnovo et de nombreux monuments. L'une des places centrales de Sofia porte son nom, ainsi que de nombreuses rues et écoles dans toute la Bulgarie. La bibliothèque de Veliko Tarnovo est nommée en son honneur en 1958. A Tryavna, une des écoles porte son nom et son monument est placé sur la place centrale.